# چین (آلبوم)
«چین» آلبومی از ونجلیس آهنگساز و هنرمند اهل یونان است که در سال ۱۹۷۹ میلادی منتشر شد.